# 愛していると言ってくれ オリジナル・サウンドトラック
愛していると言ってくれ オリジナル・サウンドトラック（あいしているといってくれ オリジナル・サウンドトラック）は、日本の音楽グループDREAMS COME TRUEの中村正人が手掛けた、TBS系ドラマ「愛していると言ってくれ」のオリジナル・サウンドトラックである。
1995年8月28日にEpic/Sony Recordsよりリリースされた。

## 概要
- この作品のみ中村が手掛けたサウンドトラック名に「ドラマ・トラックス」というタイトルが使われていない。これはCD制作の時間が十分に取れず、単に劇中音楽を収録しただけのものになってしまったことからである。
- そのためか、曲名も「EPISODE」がほとんどで、他の作品に比べあまり思い入れがないようである。

## 収録曲
1. LOVE LOVE LOVE～Instrumental Version
2. 嵐が来る～Instrumental Version
3. EPISODE #1～LOVE LOVE LOVE
4. EPISODE #2～嵐が来る
5. EPISODE #5～LOVE LOVE LOVE
6. EPISODE #4～嵐が来る
7. EPISODE #3～LOVE LOVE LOVE
8. EPISODE #1～嵐が来る
9. EPISODE #4～LOVE LOVE LOVE
10. EPISODE #3～嵐が来る
11. 悲しみのエピローグ
12. EPISODE #2～LOVE LOVE LOVE
13. LOVE LOVE LOVE / 歌:DREAMS COME TRUE
ドラマ主題歌
14. 嵐が来る / 歌:DREAMS COME TRUE
ドラマ挿入歌

## スタッフ
- 作詞：吉田美和（13,14）
- 作曲：中村正人（全曲）
- 編曲：中村正人（全曲）